# Missus dominicus
Missus dominicus — посада у імперії Франків та Західно-Франкському королівстві. Палацовий інспектор або намісник імператора чи короля у відповідній території. Також відома назва «імператорський посланець». Був посадовою особою, уповноваженою франкським королем або імператором Священної Римської імперії наглядати за адміністрацією окремої території. Головним чином займався правосуддям, у надто віддалених частинах володінь монарха.
Призначався як на постійній основі, так й для інспекційних чи частих особистих візитів. Таким чином Місус Домінісус виконував важливі посередницькі функції між королівською владою та місцевою адміністрацією. Чотири аспекти робили дії місусів ефективними, як інструменти централізованої монархії: особистий характер намісника, щорічні зміни, відокремленість від місцевих інтересів і вільний вибір королем свого представника.